# Valverde (La Rioja)
Valverde es una localidad perteneciente al municipio de Cervera del Río Alhama, en la comunidad autónoma de La Rioja (España). Está situada en plena frontera con Aragón; de hecho cuenta con una parte del núcleo ubicado en dicha comunidad, como parte de la estación. Según el INE, Valverde cuenta con una población de 205 personas en 2024.

## Historia
Valverde se localizaba en la confluencia de los reinos de Castilla, Navarra y Aragón; así lo atestigua el Mojón de los Tres Reyes. Cuenta la leyenda que los reyes Sancho el Fuerte, Alfonso II el Casto y Alfonso VII se reunieron en una ocasión para delimitar los límites de sus reinados, y que cada uno de ellos lo hizo sentado en su propio reino.
Valverde fue por entonces lugar de paso tanto de viajeros como de mercancías, las cuales debían pagar impuestos al pasar por dicha aduana o "Portajillo". En 1558 se recaudaron en dicha aduana 766.015 maravedíes.

## Demografía
Valverde (La Rioja) contaba a 1 de enero de 2010 con una población de 275 habitantes, 141 hombres y 134 mujeres. 
En 2011 el número descendió a 266 habitantes, pero su población continuó aumentando y en el 2015 ha superado el número de habitantes respecto a 2011. En 2018 contaba con 209 habitantes. 
| Gráfica de evolución demográfica de Valverde (La Rioja) entre 2000 y 2010                        |
|                                                                                                  |
| Población de derecho (2000-2010) según los censos de población del INE a 1 de enero de cada año. |

## Edificios y monumentos
- Parroquia de Nuestra Señora del Rosario.

## Comunicaciones
Valverde está atravesado de norte a sur por la carretera N-113, que comunica Pamplona con Soria y Madrid. Perpendicular a la anterior se encuentra la regional LR-123, que une la localidad con Cabretón (cabecera de comarca) y con distintos pueblos de la Rioja.

## Fiestas
- San Vicente, durante la víspera y el domingo de Pentecostés.
- Virgen del Rosario, primer domingo de octubre.
- Fiestas de la juventud, primer fin de semana de mayo.
- Fiestas Patronales  , primera semana de agosto.